# تارت
التُّرْتَة أو (نقحرة: تارت) (بالإنجليزية: Tart)‏ أو تارت بالفواكه (fruit cake) هي نوع من الحلويات تتكون أساسا من ثلاث طبقات: العجين والكريمة وقطع الفاكهة.

## كيفية الطهي
تتكون العجينة من الطحين والسكر و الملح والزبدة. بعد خبزها توضع في الفرن حتى تنضج. بعد ذلك تدهن بطبقة من الكريمة التي يتم إعدادها مسبقا. تتكون الكريمة من الحليب ومسحوق الفلان. أخيرا تزين التُّرْتَة بالفواكه أو الغلال. يستغرق الإعداد تقريبا 30 دقيقة.

## معرض صور

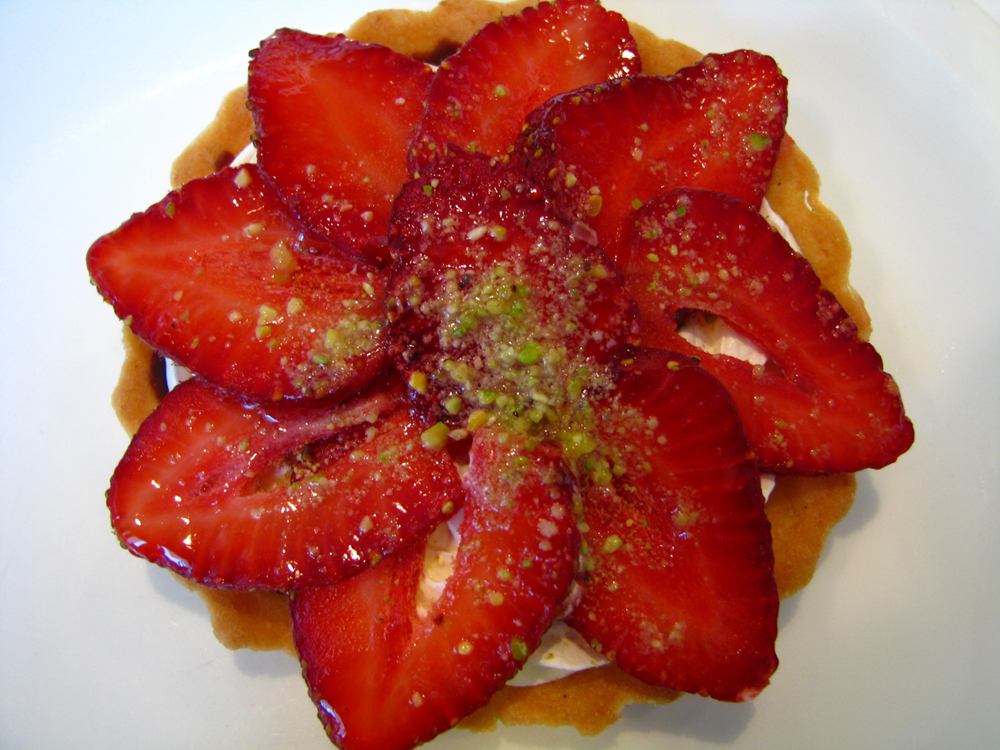
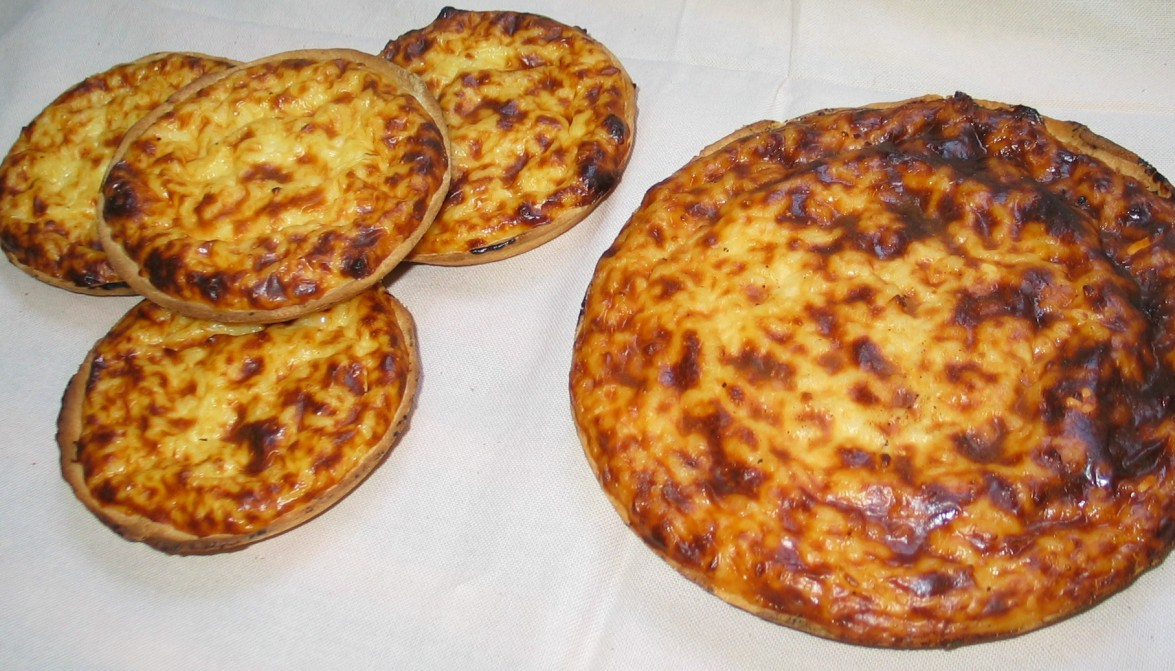
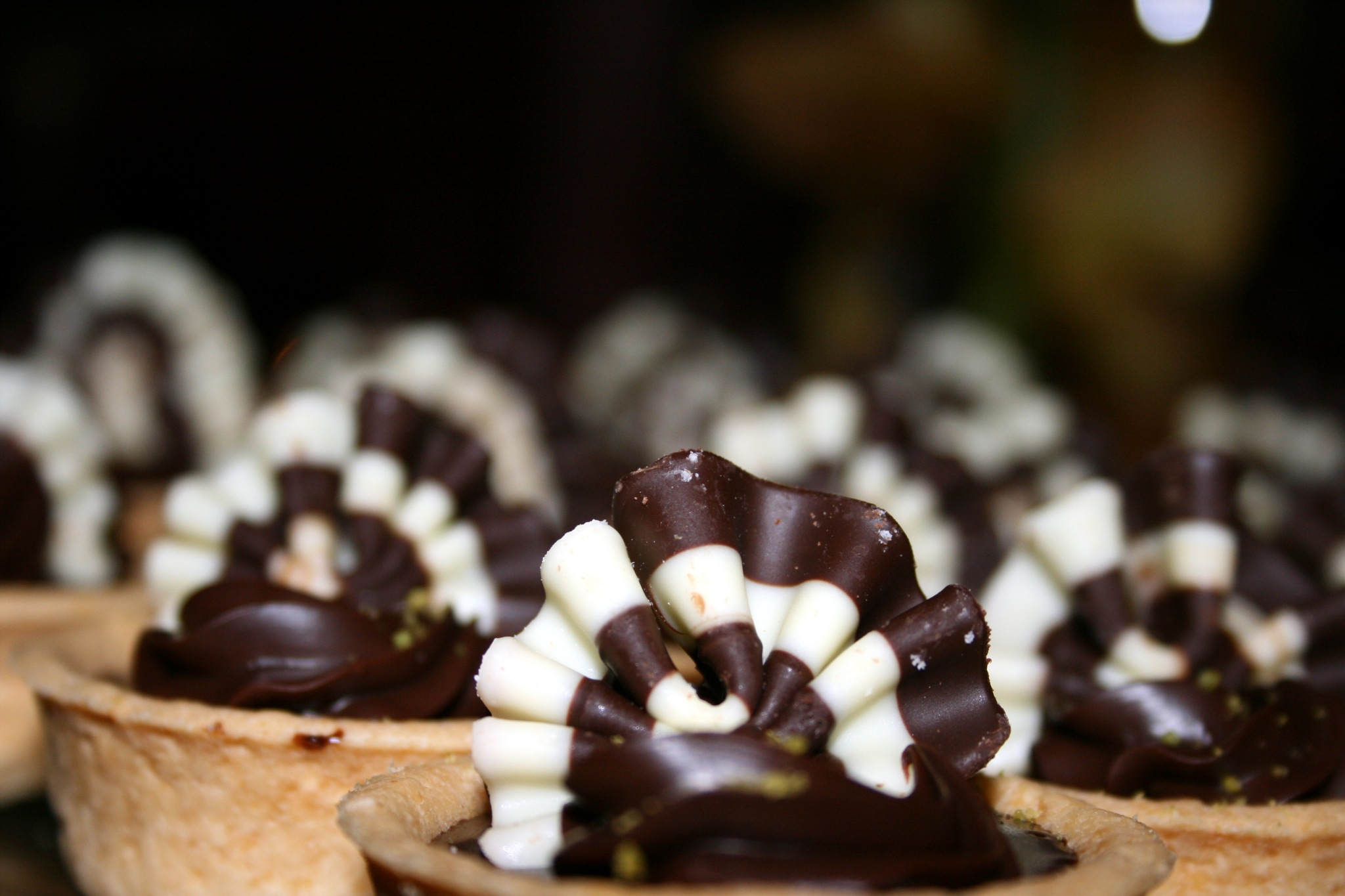
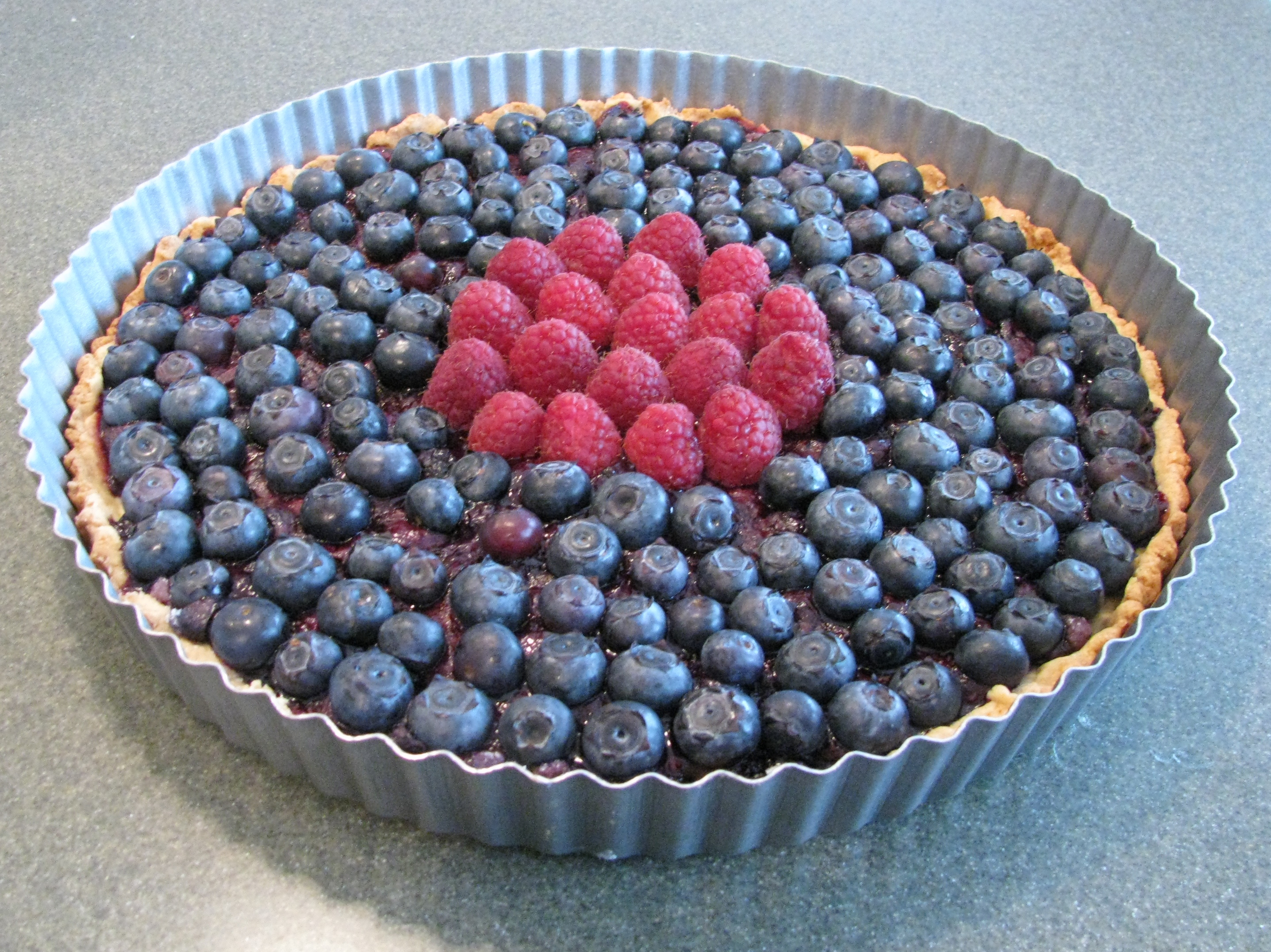
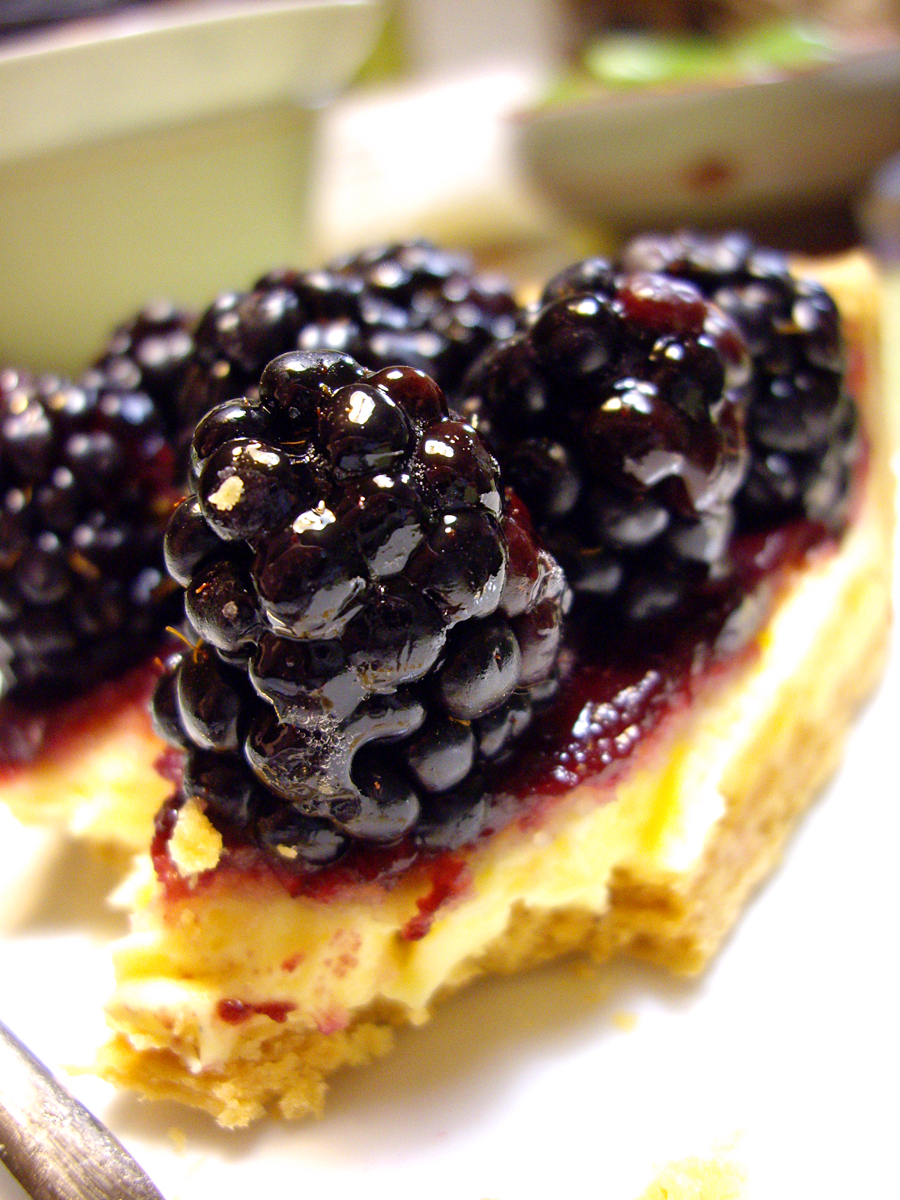
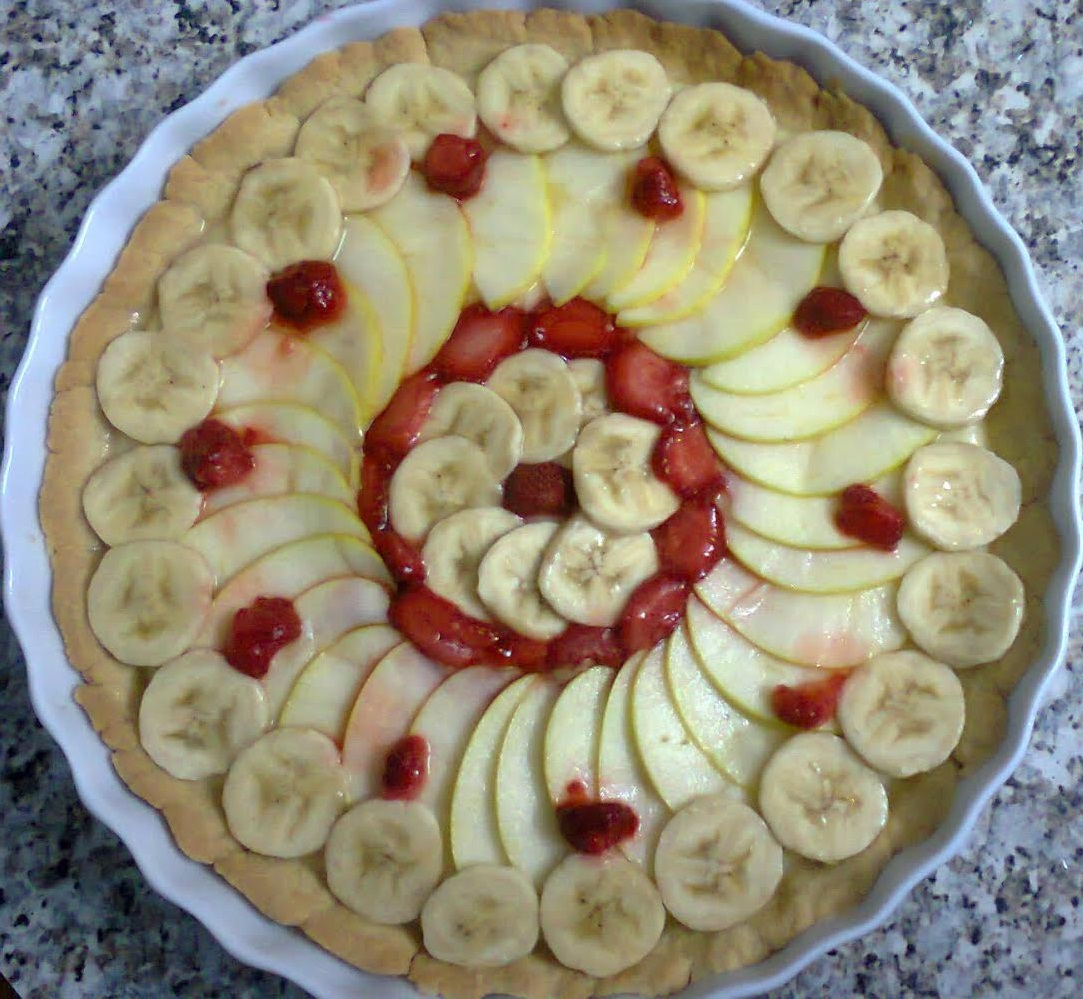
تُرتة التفاح الفراولة والموز
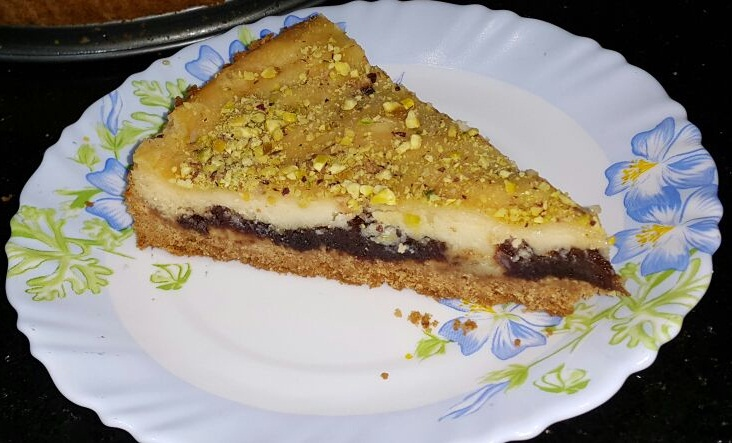
قطعة من تُرتة الجبن والتمر
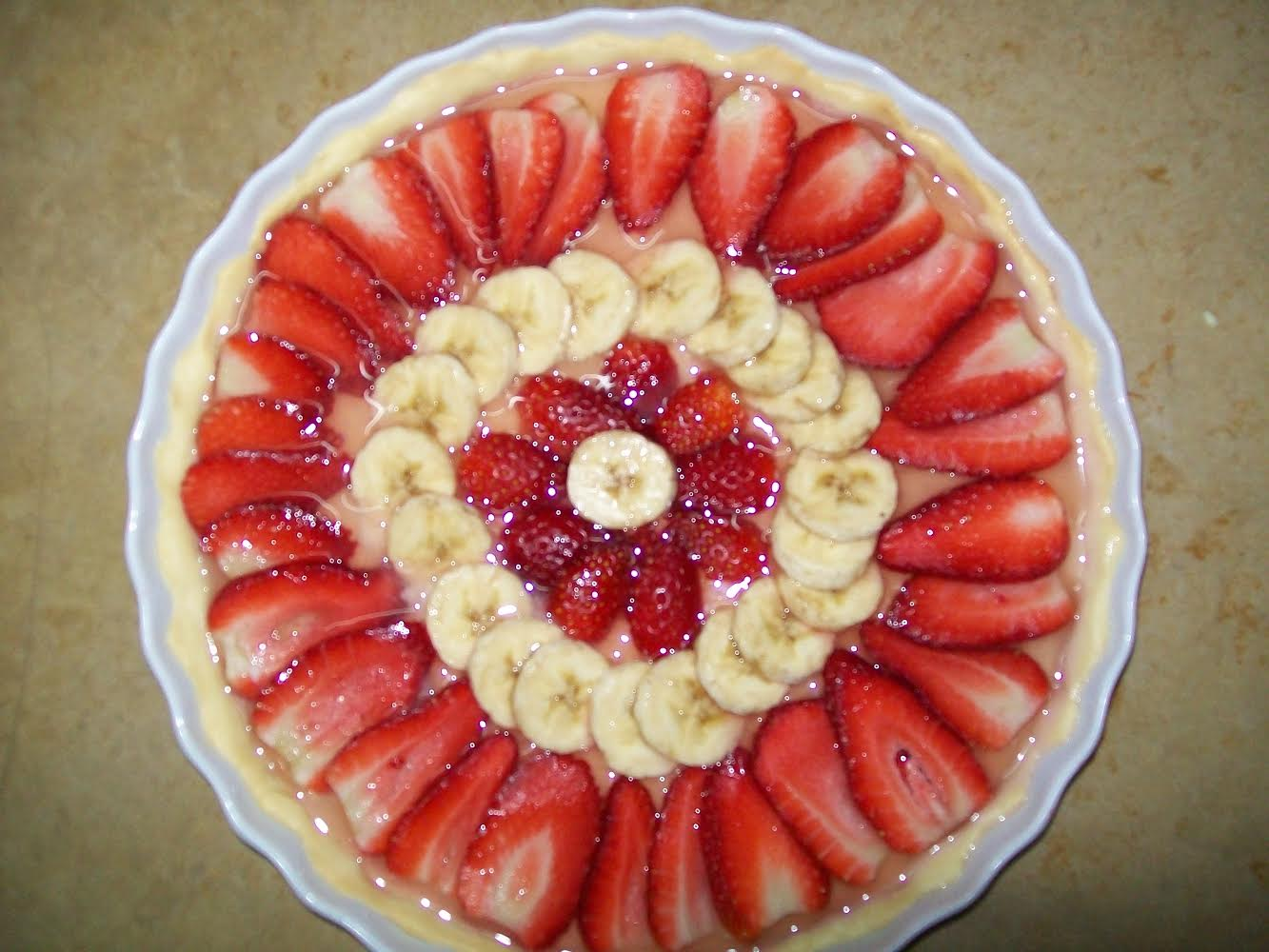
تُرتة الفراولة والموز